# Фос-Каланда
Фос-Каланда (ісп. Foz-Calanda) — муніципалітет в Іспанії, у складі автономної спільноти Арагон, у провінції Теруель. Населення — 296 осіб (2010).
Муніципалітет розташований на відстані близько 300 км на схід від Мадрида, 95 км на північний схід від міста Теруель.

## Демографія
Динаміка населення (INE ):

## Галерея зображень

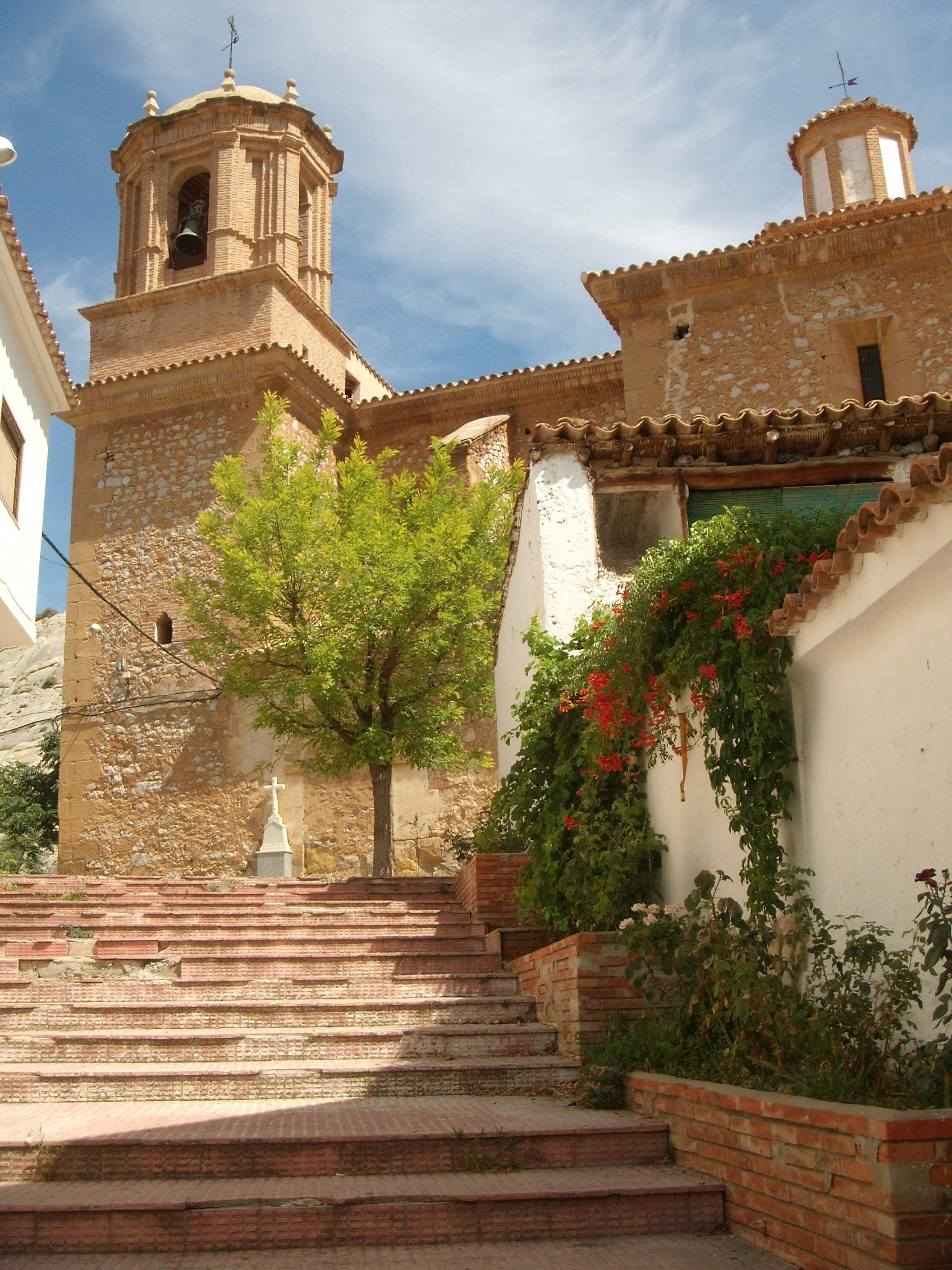
Вулиця у селі Фос-Каланда, на задньому плані - церква Сан-Хуан-Баутіста